# Catillaria lenticularis
Catillaria lenticularis är en lavart som först beskrevs av Erik Acharius, och fick sitt nu gällande namn av Theodor 'Thore' Magnus Fries. Catillaria lenticularis ingår i släktet Catillaria och familjen Catillariaceae.  Arten är reproducerande i Sverige. Inga underarter finns listade i Catalogue of Life.